# Zambiacris townsendi
Zambiacris townsendi är en insektsart som beskrevs av Johnsen 1983. Zambiacris townsendi ingår i släktet Zambiacris och familjen gräshoppor. Inga underarter finns listade i Catalogue of Life.